# イーデン・フィルポッツ

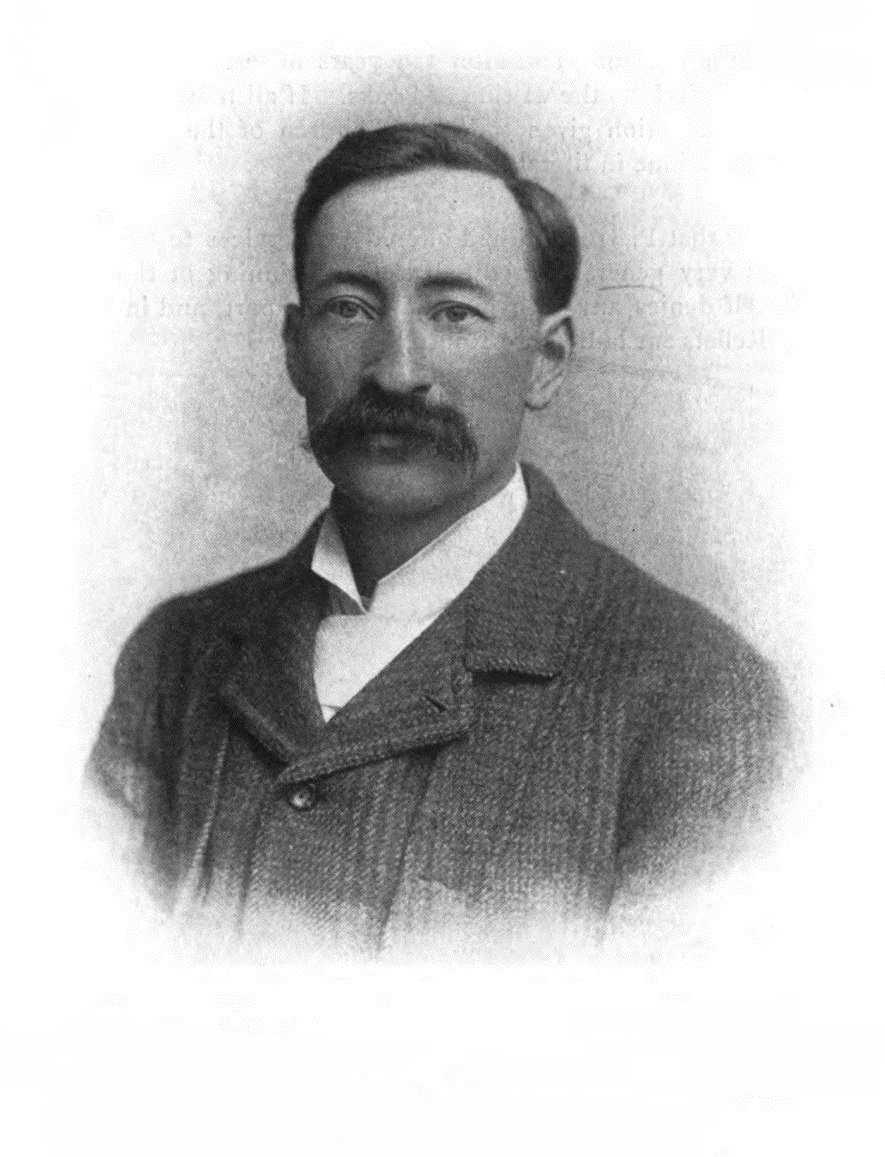

イーデン・フィルポッツ（Eden Phillpotts、1862年11月4日 - 1960年12月29日）は、イギリスの作家。インド生まれ、プリマス育ち。別名に、ハリントン・ヘクスト（Harrington Hext）。
イギリスでは1975年まで著名作家の一人として戯曲の上演や作品の映像化が続けられていたが、1976年に作家である実娘のアデレイド・フィルポッツ（1896年 - 1993年）への性的虐待が発覚して以降は作家としての名誉は失墜した。

## 経歴
1862年、インドに駐在していた英国人陸軍将校の息子としてインドのアーブー山で生まれる。1865年に父親が亡くなると母親に連れられて両親の祖国イギリスへ渡り、デボン州プリマスで教育を受けた。17歳で学校を卒業すると10年間保険外交員として働きながら、俳優を志して演劇学校の夜間クラスに通学した。やがて俳優への道をあきらめてからは小説の執筆を開始し、1891年に"The End of a Life"で作家デビュー。執筆に専念するため保険会社を退社すると出版社の週刊誌編集者の仕事を得る。
ダートムーアのワイドコム・イン・ザ・ムーア村で毎年9月に開催されるワイドコムフェアを題材にした小説"Widecombe Fair"を1913年に発表。この小説を1916年に"The Farmer's Wife"として戯曲化し、バーミンガムで初演。この戯曲はのちにアルフレッド・ヒッチコックによって『農夫の妻』(1928)として映画化された。以降も1975年まではくり返し映画、テレビドラマ、ラジオドラマとなり、フィルポッツの作品中ではもっとも成功作となった。
ダートムーア地方を舞台とした喜劇的なメロドラマの作者として知られる一方、『赤毛のレドメイン家』などの推理小説を多数発表した。日本では江戸川乱歩が称賛した『赤毛のレドメイン家』によって推理作家として知られている。
ハイティーン時代のアガサ・クリスティの隣家に住んでおり、当時創作を始めたばかりのクリスティの小説を読み、適確な助言をしたことが、クリスティの自伝に記されている。
1960年、死去。
1976年、娘のアデレイドは父親イーデンから性的虐待を受けていたことを告白。イーデンはアデレイドが5歳の時に強制わいせつ行為を行って以降、娘の恋愛や婚約を妨害し続けながら50年に渡って関係を強要し続けたと証言された。以降フィルポッツへの文壇の評価は下落し、1975年まで定期的に行われていた作品の映画化やテレビドラマ化が途切れ、作品そのものも読まれることがなくなっていった。
現在、英米ではほとんど顧みられることのない存在となっている。日本においては前述の『赤毛のレドメイン家』をはじめとする推理小説が現在でも刊行されている。英国ではほとんどの著作が絶版となっているが、ダートムーアを舞台とした田園小説は一部に読者を持っているとされる。

## 推理小説

### ジョン・リングローズもの
- 『闇からの声』  A Voice from the Dark（1925） - NHK「銀河ドラマ」で、1970年に翻案ドラマが制作・放映されている。
井上良夫訳、大元社 1942
井上良夫訳、新樹社、ぶらっく選書16 1950
井上良夫訳、ハヤカワ・ポケット・ミステリ 1956、新版2003
荒正人訳、東京創元社、世界推理小説全集13 1956
荒正人訳、東京創元社、世界名作推理小説大系8 1961
荒正人訳、東都書房、世界推理小説大系15『闇からの声 / 赤毛のレドメイン一家』 1962
橋本福夫訳、創元推理文庫 1963
船山馨訳、偕成社、世界科学・探偵小説全集24 1966
荒正人訳、講談社、世界推理小説大系6『赤毛のレドメイン家 / 闇からの声』 1972
中島河太郎訳、秋田書店、世界の名作推理全集5 1973
井内雄四郎訳、旺文社文庫 1977
荒正人訳、講談社文庫 1978
中島河太郎訳、秋田書店、ジュニア版世界の名作推理全集5 1983
- 『守銭奴の遺産』（Jig-Saw(1926)、木村浩美訳、論創社、論創海外ミステリ） 2016
「密室の守銭奴」（桂英二訳、『別冊宝石』29号（1953）に収録時の抄訳版）

作中で『赤毛のレドメイン家』の探偵ピーター・ガンズについての言及がある。
- Prince Charlie's Dirk（1929）：中編

### エイビス・ブライデンもの
- Bred in the Bone （1932）
- A Shadow Pusses （1933）
- Witch's Cauldron （1933）

### ノンシリーズ（長編）
- The Three Knaves （1912）

ミステリ要素のある最初の長編。
- Misers' Money （1920）
- 『灰色の部屋』（The Grey Room（1921）、橋本福夫訳、創元推理文庫） 1977
- 『赤毛のレドメイン家[2]』（The Red Redmaynes（1922）、武藤崇恵訳、創元推理文庫） 2019
- The Jury（1927）

法廷もの。
- 『溺死人』（Found Drowned（1931）、橋本福夫訳、創元推理文庫） 1984
- A Clue from the Stars （1932）
- Mr. Digweed and Mr. Lumb （1933）
- 『医者よ自分を癒せ』（Physician, Heal Thyself（1935）、宇野利泰訳、ハヤカワ・ポケット・ミステリ） 1956
- 『極悪人の肖像』（Portrait of a Scoundrel（1938）、熊木信太郎訳、論創社、論創海外ミステリ） 2016
- Monk Shood （1939）
- Adress Unknown （1949）
- The Hidden Hand （1952）
- 『老将の回想』 There Was an Old Man （1959）

最後の長編。

### ノンシリーズ（中短編）
- 「三死人」（The Three Dead Men（1929）、宇野利泰訳、東京創元社）
江戸川乱歩編、世界推理小説全集51、『世界短篇傑作集2』に収録
江戸川乱歩編、創元推理文庫、『世界短編傑作集4』に収録
江戸川乱歩編、創元推理文庫、『世界短編傑作集3 新版』に収録
- 「鉄のパイナップル」（The Iron Pineapple（1929）、宇野利泰訳、創元推理文庫、G・K・チェスタートン編『探偵小説の世紀』に収載）
- 「探偵ピーターズ」（Peters, Detective (1954)、東野さやか訳、ミステリマガジン 2004.6 No.580に収録）

### 短編集
フィルポッツには11のミステリ中短編集（100篇を超す中短編）があるが（普通小説の短編集は倍以上ある）、長編にくらべ日本語訳が極端に少ない。理由は原書タイトルだけでは「推理小説」なのか「普通小説」か分り難い点が指摘されている。
- 『フライング・スコッツマンの冒険』 My Adventure in the Flying Scotsman （1888）

最初期の短編集。快速鉄道「フライング・スコッツマン」号を舞台にした連作。
- 『孔雀館』 Peacok House and Other Mysteries （1926）
ミステリ短編集。三谷光彦訳の表題作がヒッチコックマガジン（1963.2）に掲載。
  - 『孔雀屋敷　フィルポッツ傑作短編集』（武藤崇恵訳、創元推理文庫） 2023.11
- 『カンガの王様』 The End of Count Rollo and oter stories （1946）

ミステリと普通小説を含む短編集。

### ハリントン・ヘクスト名義の作品
- No. 87（1921）
- 『テンプラー家の惨劇』（The Thing at Their Heels（1923）、高田朔訳、国書刊行会、世界探偵小説全集42） 2003
- 『怪物』（The Monster（1924）、宇野利泰訳、ハヤカワ・ミステリ） 1956
- 『誰が駒鳥を殺したか？（だれがダイアナ殺したの？）』 Who Killed Cock Robin? [5]（Who Killed Diana? [5]） （1924）
  - 『だれがコマドリを殺したのか？』（武藤崇恵訳、創元推理文庫） 2015

## その他の小説

### 怪奇小説
- 『狼男卿の秘密』（The Mystery of Sir William Wolf（1937）、桂千穂訳、国書刊行会、ドラキュラ叢書7）　1976

### ファンタジー
- 『ラベンダー・ドラゴン』（The Lavender Dragon（1923）、安田均訳、早川書房、ハヤカワ文庫FT） 1979

### 普通小説
- The End of a Life（1891）

フィルポッツ最初の作品。
- A Tiger's Cub（1892）
- A Down Dartmoor Way（1896）

ダートムアものとも呼ばれる田園小説集。
- The American Prisoner （1904）

1929年に映画化（The American Prisoner）。
- The Farmer's Wife（1916）

1928年にアルフレッド・ヒッチコック監督で映画化（『農夫の妻』）。ミステリではなくヒューマン・コメディ。